# Pénélope (frégate)
Pour les articles homonymes, voir Pénélope (homonymie).
La Pénélope est une frégate de la classe Armide en service dans la Marine française sous le premier Empire.

## Service actif
La Pénélope est armée à Bordeaux en 1806 sous le commandement du capitaine de frégate Dubourdieu. En 1807, elle opère, au sein de la division du capitaine de vaisseau Baudin, entre Bordeaux et Royan.
En 1808, elle rejoint l'escadre de l'île d'Aix puis est transférée en Méditerranée. Durant cette période, elle porte par intermittence le pavillon du contre-amiral Allemand. Dans la nuit du 27 au 28 février 1809, les frégates Pénélope et Pauline capturent la frégate anglaise Proserpine, au large de Toulon sans subir aucune perte.
En 1810, la Pénélope passe sous le commandement du capitaine de frégate Duranteau qui la conduit à Gênes. En 1811, sous les ordres du capitaine de frégate Simonot, la frégate effectue une opération de transport de troupes et de matériels et d'escorte de Gênes à Corfou puis se rend à Porto Santo Stefano.
Le 5 novembre 1813, elle participe à un affrontement avec l'escadre de blocus anglaise devant Toulon.